# Asemospiza
Asemospiza – rodzaj ptaków z rodziny tanagrowatych (Thraupidae).

## Występowanie
Rodzaj obejmuje gatunki występujące w Ameryce Południowej.

## Morfologia
Długość ciała 10–11,5 cm, masa ciała 11–16 g.

## Systematyka

### Etymologia
Greckie ασημος asēmos – „bez znaków rozpoznawczych” < negatywny przedrostek α- – a- ; σημα sēma, σηματος sēmatos – „znak”; σπιζα spiza – „zięba”.

### Podział systematyczny
Do rodzaju należą następujące gatunki:
- Asemospiza obscura (d’Orbigny & Lafresnaye, 1838) – ziębówka skromna
- Asemospiza fuliginosa (zu Wied-Neuwied, 1830) – ziębówka ciemna